# 圣地红景天
圣地红景天（学名：Rhodiola sacra）是景天科红景天属的植物。分布于尼泊尔以及中国大陆的云南、西藏等地，生长于海拔2,700米至4,600米的地区，常生于山坡石缝中，目前尚未由人工引种栽培。可製成中藥，有行氣活血、助適應高山環境之效，惟未有充分西醫硏究證明。

## 别名
全瓣红景天（植物分类学报增刊） 圣景天（拉汉种子植物名称）

## 异名
- Rhodiola sacra (Prain ex Hamet) S. H. Fu var. tsuiana (S. H. FuFu) S. H. Fu